# Louis Moutin

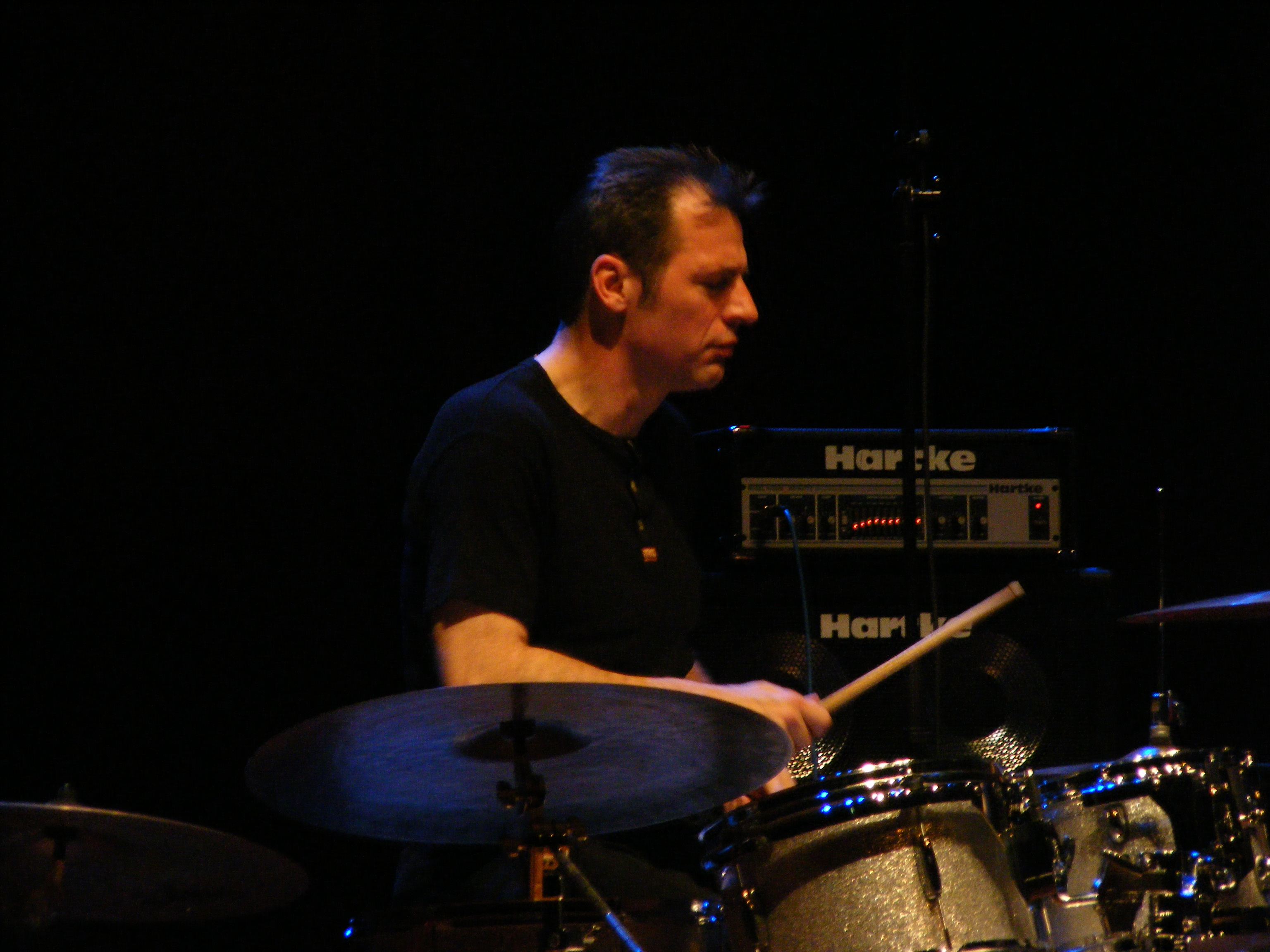
Louis Moutin (Dudelange 2009)

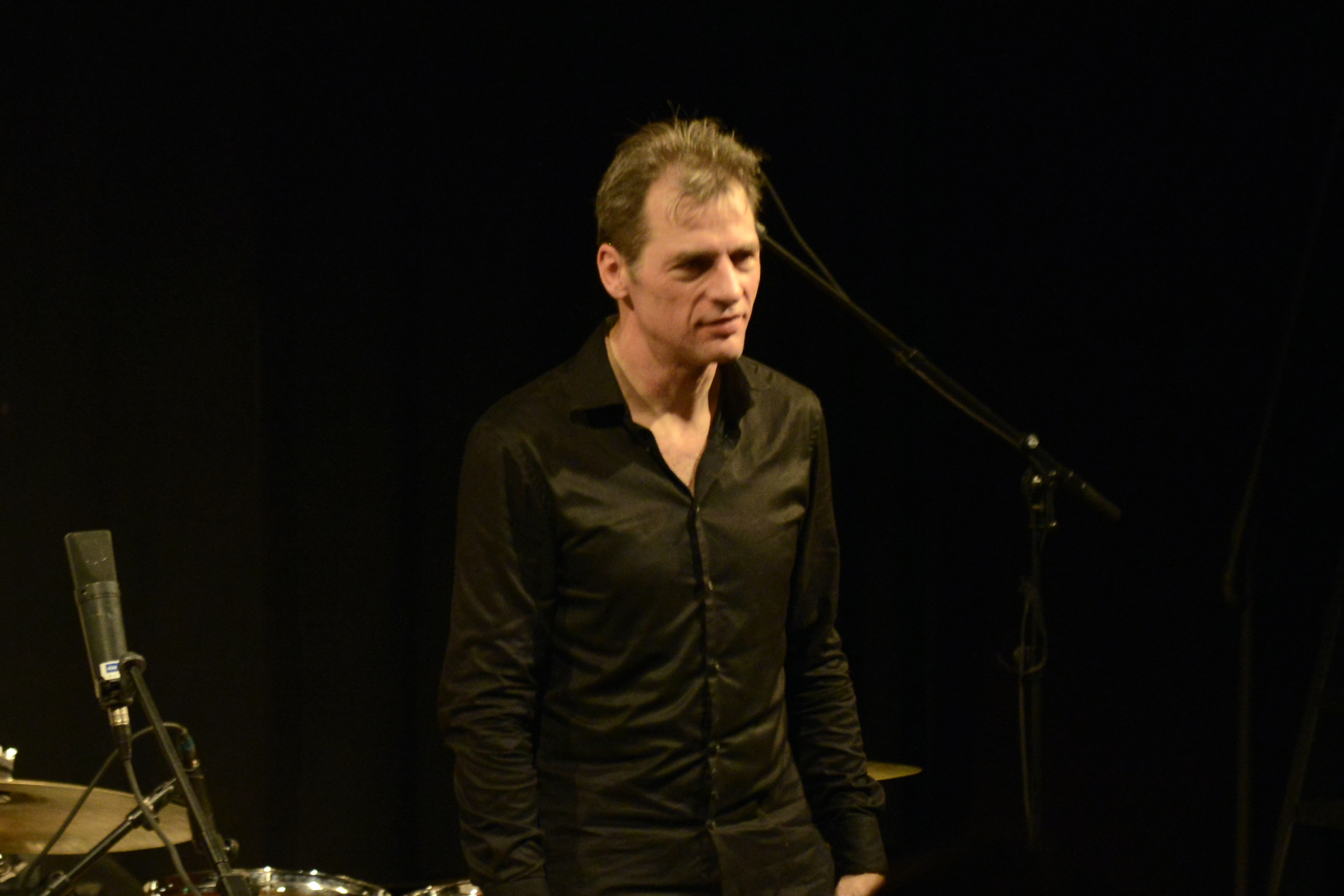
Louis Moutin in Köln, Stadtgarten (Konzert mit Henri Texiers Hope Quartett, Dezember 2013)

Louis Moutin (* 24. Dezember 1961 in Paris) ist ein französischer Jazz-Schlagzeuger.
Moutin erlernte im Alter von sieben Jahren autodidaktisch das Klavierspiel und wandte sich um 1980 dem Schlagzeug zu. 1985 schloss er ein Ingenieurstudium an der École Centrale in Paris ab. Danach beschloss er, sich ganz seinen musikalischen Interessen zu widmen. Er wurde Mitglied des Jazztrios von Jean-Marie Machado und war schon bald ein gesuchter Schlagzeuger bei den Jazzfestivals Europas.
1990 gründete er mit seinem Zwillingsbruder, dem Bassisten François Moutin eine eigene Gruppe, aus der 1988 das Moutin Reunion Quartet hervorging, dem neben den Moutin-Brüdern Pierre de Bethmann als Pianist und Rick Margitza als Saxophonist angehören. 
Er arbeitete zusammen mit Musikern wie Martial Solal, Antoine Hervé, Michel Portal, François Jeanneau, Manuel Rocheman, Michel Legrand, Christian Escoudé, Albert Mangelsdorff, Andy Emler, Nguyên Lê, Jean-Michel Pilc, Éric Le Lann, Laurent Dehors, Simon Spang-Hanssen, Danilo Pérez, John Abercrombie, Larry Schneider, Toots Thielemans, Dee Dee Bridgewater, Didier Lockwood, Markus Stockhausen, Isabelle Olivier und Johnny Griffin.
2005 erhielt er mit seinem Bruder den Prix Django Reinhardt.

## Diskografie
- Parcours, 1991
- White Keys, 1992
- Idee Fixe, 1993
- Fluide, 1995
- Architecture, 1999
- Funny Sream, 2000
- Invention is You, 2001
- Power Tree, 2002
- Summertime, 2002
- Paris, 2002